# Landgericht Insterburg
Das Landgericht Insterburg war ein preußisches Gericht der ordentlichen Gerichtsbarkeit im Bezirk des Oberlandesgerichts Königsberg mit Sitz in Insterburg.

## Geschichte
Das königlich preußische Landgericht Insterburg wurde mit Wirkung zum 1. Oktober 1879 als eines von sieben Landgerichten im Bezirk des Oberlandesgerichtes Königsberg gebildet. Es ersetzte damit das Appellationsgericht Insterburg. Der Sitz des Gerichtes war Insterburg. Das Landgericht war danach für die Kreise Insterburg, Gumbinnen, Stallupönen, Pillkallen, Darkehmen und Goldap zuständig. Ihm waren folgende sechs Amtsgerichte zugeordnet:
| Amtsgericht             | Sitz        | Bezirk            |
| ----------------------- | ----------- | ----------------- |
| Amtsgericht Darkehmen   | Darkehmen   | Kreis Darkehmen   |
| Amtsgericht Goldap      | Goldap      | Kreis Goldap      |
| Amtsgericht Gumbinnen   | Gumbinnen   | Kreis Gumbinnen   |
| Amtsgericht Insterburg  | Insterburg  | Kreis Insterburg  |
| Amtsgericht Pillkallen  | Pillkallen  | Kreis Pillkallen  |
| Amtsgericht Stallupönen | Stallupönen | Kreis Stallupönen |

Der  Landgerichtsbezirk hatte 1888 zusammen 282.881 Einwohner. Am Gericht waren ein Präsident, zwei Direktoren und sieben Richter tätig. Für  die Amtsgerichtsbezirke  Stallupönen und Pillkallen bestand eine Strafkammer am Amtsgericht Stallupönen.
Im Jahre 1945 wurden der Landgerichtsbezirk unter sowjetische Verwaltung gestellt und die deutschen Einwohner vertrieben. Damit endete auch die Geschichte des Landgerichtes Insterburg.

## Richter
- Franz Katluhn (1901 bis 1904)